# Reyna
Reyna är en ort i Azerbajdzjan.   Den ligger i distriktet Astara Rayonu, i den sydöstra delen av landet, 220 km söder om huvudstaden Baku. Reyna ligger 101 meter över havet och antalet invånare är 925.
Terrängen runt Reyna är kuperad västerut, men österut är den platt. Terrängen runt Reyna sluttar österut. Runt Reyna är det ganska tätbefolkat, med 129 invånare per kvadratkilometer.. Närmaste större samhälle är Lankaran, 19,4 km norr om Reyna.
Omgivningarna runt Reyna är en mosaik av jordbruksmark och naturlig växtlighet.